# Boliburguesía
Boliburguesía (acrónimo de las palabras bolivariano y burguesía) es un neologismo atribuido al periodista Juan Carlos Zapata, para describir a varios empresarios y funcionarios públicos vinculados al gobierno del expresidente de Venezuela, Hugo Chávez, especialmente a aquellos que colaboraron con el gobierno en los días del paro petrolero. 
"El facil acceso a los fondos públicos por parte de altos funcionarios del gobierno, en colusión con cierto empresariado ha generado una nueva clase de ricos conocida, con razón, como boliburguesía".
Los miembros de este grupo son denominados boliburgueses, aunque también se emplea el término bolichicos, término también atribuido a Zapata. Estos términos son muy utilizados por los opositores a la Revolución bolivariana, aunque también es frecuentemente utilizado por chavistas para referirse a casos de la llamada izquierda caviar que se identifican cómo "bolivarianos" o "chavistas".
"Un boliburgués puede engendrarse de distintas maneras: mediante negocios con el Estado, a través de la carrera en la burocracia próxima a Chávez o formando parte del privilegiado círculo de los "allegados personales". Ha sido típico de este proceso el reciclaje de los cargos, al extremo de que cada ministro ha ejercido tres y cuatro funciones ministeriales distintas a lo largo de estos años. Se trata de figuras grises, repentinamente "tocadas" por la magnanimidad presidencial y que sirven con pasion a su jefe. Claro que esta devoción tiene su jugoso equivalente monetario".
Los boliburgueses son una combinación de políticos y militantes de partidos con empresarios que han hecho negocios, bajo el amparo oficial. 
"Hay dos tipos de "boliburgueses": los empresarios (que tienen medios de producción) y los funcionarios (que ascienden a cuenta de corrupción). A los primeros los califica como poco interesados o sin ningún interés con las políticas públicas. A los segundos los inscribe entre los traidores".

## Características
- Muestras de riqueza exuberante. El estilo de vida multimillonario de los boliburgueses es público; viajes a destinos costosos (Aruba, Italia, Bélgica, Bahamas)[6]
- Adquisición de inmuebles en lugares preferenciales.  En Caracas, hacia las urbanizaciones La Lagunita, Cerro Verde, la Alta Florida, Altamira o Prados del Este. También  en zonas exclusivas de ciudades de otros países.[6]
- Adquisición de aviones privados
- Ostentación de ropa y relojes de marcas.[6]
- Posesión de grandes cantidades de dinero en efectivo. El escándalo conocido como el Caso Antonini Wilson también generó críticas, ya que se acusó al gobierno de Hugo Chávez de enviar dinero de PDVSA para financiar la campaña política de la presidenta argentina Cristina Fernández de Kirchner.[7]
- Varios analistas involucran a la boliburguesía en el escándalo financiero que terminó en la intervención de varias entidades bancarias como Central Banco Universal y Banco Canarias, entre otros.[8]

En Venezuela no hay una posición oficial sobre la existencia de la boliburguesía, aun cuando se señalan a varios ministros y funcionarios o exfuncionarios públicos como integrantes visibles. Sin embargo, algunos analistas simpatizantes del chavismo han alertado de su existencia.

## Principales exponentes
Con la detención del empresario relacionado con el gobierno de Nicolás Maduro, Alex Saab, en 2021, el término vuelve a tener relevancia para la descripción del grupo de empresarios que han acumulado riquezas en poco tiempo, debido a las relaciones con las figuras del poder del régimen venezolano.
El 25 de julio de 2009, la Oficina de Control de Activos Extranjeros (OFAC), adscrita al Departamento del Tesoro de Estados Unidos, sancionó Alex Saab y Álvaro Pulido por la supuesta implicación en una red de corrupción para conseguir contratos del gobierno venezolano. La medida también fue contra algunos de sus familiares (los hijos de Saab, Isham y Shadi, así como el hijo de Pulido, Emmanuel), al funcionario José Vielma Mora, exministro de Comercio Exterior y exgobernador del estado Táchira; tres hijastros de Maduro y la pareja de uno de ellos (Walter Gavidia Flores, Yoswai Gavidia Flores, Yosser Gavidia Flores y su esposa Mariana Staudinger). Todos fueron sancionados por presuntamente haberse enriquecido ilegalmente mediante contratos sobrevalorados vinculados con los Comités Locales de Abastecimiento y Producción (CLAP), un programa social de reparto de alimentos subvencionados iniciado en 2016. Trece empresas fueron señaladas de contribuir a orquestar el fraude desde diferentes países.
De los primeros empresarios que se asocian con el término está Wilmer Ruperti,  responsable de proveer al gobierno Chávez los tanqueros requeridos para el transporte de combustible, durante el paro general de 2002. Este apoyo le permitió tener acceso a contratos y licitaciones, como Presidente de Global Ship Management, empresa dedicada al transporte de crudo, y único accionista de Canal I,